# Classic Albums
Classic Albums es una serie documental sobre álbumes de pop, rock y heavy metal que son considerados iconos en la historia de la música. La serie es grabada por Isis Productions y distribuida por Eagle Rock Entertainment. Se transmite en varios canales como BBC, ITV, Sky Arts, VH1 y VH1 Classic. También se encuentra disponible en formato DVD.

## Episodios
Los álbumes que se han reseñado son:
- The Beach Boys - Pet Sounds (1966)
- The Band - The Band (1969)
- Black Sabbath - Paranoid (1970)
- Phil Collins - Face Value (1981)
- Cream - Disraeli Gears (1967)
- Deep Purple - Machine Head (1972)
- Def Leppard - Hysteria (1987)
- The Doors - The Doors (1967)
- Duran Duran - Rio (1982)
- Fleetwood Mac - Rumours (1977)
- Peter Gabriel - So (1986)
- Grateful Dead - Anthem of the Sun y American Beauty (1968/1970)
- The Jimi Hendrix Experience - Electric Ladyland (1968)
- Iron Maiden - The Number of the Beast (1982)
- Elton John - Goodbye Yellow Brick Road (1973)
- Judas Priest - British Steel (1980)
- John Lennon/The Plastic Ono Band - John Lennon/Plastic Ono Band (1970)
- Meat Loaf - Bat Out of Hell (1977)
- Metallica - Metallica ("The Black Album") (1991)
- Motörhead - Ace of Spades (1980)
- Nirvana - Nevermind (1991)
- Tom Petty and the Heartbreakers - Damn the Torpedoes (1979)
- Pink Floyd - The Dark Side of the Moon (1973)
- Elvis Presley - Elvis Presley (1956)
- Primal Scream - Screamadelica (1991)
- Queen - A Night at the Opera (1975)
- Lou Reed - Transformer (1972)
- Rush - 2112 y Moving Pictures (1976/1981)
- Sex Pistols - Never Mind the Bollocks, Here's the Sex Pistols (1977)
- Paul Simon - Graceland (1986)
- Simply Red - Stars (1991)
- Steely Dan - Aja (1977)
- U2 - The Joshua Tree (1987)
- The Wailers - Catch a Fire (1973)
- The Who - Who's Next (1971)
- Stevie Wonder - Songs in the Key of Life (1976)
- Frank Zappa - Apostrophe (') y Over-Nite Sensation (1974/1973)